# (2788) Andenne
(2788) Andenne (1981 EL; 1973 FU1; 1975 VL3) ist ein ungefähr sieben Kilometer großer Asteroid des mittleren Hauptgürtels, der am 1. März 1981 vom belgischen Astronomen Henri Debehogne und vom italienischen Astronomen Giovanni de Sanctis am La-Silla-Observatorium auf dem La Silla in La Higuera in Chile (IAU-Code 809) entdeckt wurde.

## Benennung
(2788) Andenne wurde nach der belgischen Stadt Andenne benannt, die im Bezirk Namur in der Provinz Namur in der Wallonischen Region im Süden des Landes liegt.